# Route 35 (Colombie-Britannique)
La Route 35 est une route de 23 km (14 mi) reliant François Lake et son traversier vers Southbank à Burns Lake, sur la route 16 (Route Yellowhead).

## Intersections majeures
| District régional | Ville         | km    | Destinations                                               | Notes |
| ----------------- | ------------- | ----- | ---------------------------------------------------------- | ----- |
| Bulkley-Nechako   | François Lake | 0,00  | Quai de François Lake – Southbank                          |       |
| Bulkley-Nechako   | Burns Lake    | 23,34 | BC-16 – Vanderhoof, Prince George, Smithers, Prince Rupert |       |
| - Accès payant    |               |       |                                                            |       |